# Geheimer Rat
Geheimer Rat, ou conseil privé en français désigne, dans les territoires du Saint-Empire romain germanique et dans les monarchies allemandes un collège de conseillers (appelé aussi Geheimes Ratskollegium, Geheimes Konseil, Geheimes Kabinett, et en Brandebourg : Geheimer Staatsrat) qui dépend directement du prince et qui, sous la présidence de celui-ci, décide des affaires les plus importantes du pays, et édicte notamment les ordonnances et les lois. Dans les villes libres d'Empire le conseil secret est le Petit Conseil. Il est responsable de la politique budgétaire et des affaires étrangères de la ville-état. Un précurseur du conseil secret est, jusqu'au début du XVIIe siècle en Autriche le Hofrat (de) (conseil de la cour). Conseiller secret et conseiller de la cour sont donc des titres non académiques (de).
Initialement, le conseil secret comporte encore des éléments de l'ordre féodal, mais rapidement le fonctionnariat devient prépondérant. Les diverses branches de l'administration territoriale y trouvent un interlocuteur et souvent aussi un levier pour faire valoir leurs propres intérêts et projets, ou du moins pour les porter à la connaissance du monarque. D'un autre côté, le conseil secret permet une organisation planifiée de toute l'administration. C'est donc un outil essentiel dans la consolidation de la direction du pays et de la consolidation et de l'extension des pouvoirs publics.

## Signification du titre
La signification du titre se déduit du sens secondaire antérieur du mot « geheim » qui veut dire également « confiant » ou « confident ». Un conseiller secret est donc un conseiller en qui le prince a confiance, et qui peut être mis dans la confidence.
Les membres du collège du conseil secret portaient le titre de  « Geheimer Rat »  ou  « Geheimrat ». En Prusse, les membres du conseil secret étaient appelés, depuis le milieu du XVIIe siècle, « Wirklicher Geheimer Rat » (véritable conseiller secret) pour les distinguer des membres de la section juridique ou de l'administration des domaines, qui ne portaient que le titre simple. Plus tard, le titre  « Wirklicher Geheimer Rat » était décerné comme distinction aux fonctionnaires des grades les plus élevés. Le titre était lié en général avec le prédicat Son Excellence.
Par ailleurs, le titre Geheimer Rat était le titre des fonctionnaires des niveaux les plus élevés, notamment des directeurs ministériels, des conseillers référendaires dans les ministères, des présidents de divers collèges. En général, le titre comportait un additif qui décrivait le domaine dont était issu le conseiller, par exemple conseiller secret de gouvernement, ou des finances, de justice, etc. Le seul titre, sans qu'il soit lié à une fonction effective, était aussi attribué comme distinction, notamment sous la forme de « Geheimer Kommerzienrat (de) » ou « Geheimer Kommissionsrat (de) » à des industriels, des commerçants, le titre « Geheimer Ökonomat » à des agriculteurs méritants, etc. En Prusse, des fonctionnaires de rang intermédiaire, comme les conseillers de la chancellerie ou de la cour des comptes, obtenaient aussi les titres de conseillers secrets après une activité prolongée.

### Allemagne
L'évolution en Allemagne a suivi, au début, des voies similaires au conseil du roi en France, qui servait dès le XVe siècle à l'exercice du pouvoir administratif royal. L'introduction des ministères dédiés et l'élaboration d'un système constitutionnel ont toutefois modifié radicalement la position juridique du conseil secret.
Le développement du constitutionnalisme et de la représentation du peuple dans l'élaboration des lois ont conduit à une perte d'importance du conseil secret, mais il s'est maintenu pendant quelque temps encore comme organe consultatif pour l'élaboration des lois dans certaines constitutions, comme le Preußischer Staatsrat (de) en Prusse. Il y avait également un « Staatsrat » dans le  royaume de Bavière et, depuis 1879, dans l'Alsace-Lorraine. Dans le royaume de Wurtemberg il y avait, de 1816 à 1911, un collège avec la fonction et dénomination de Geheimer Rat du Wurtemberg (de).
Après 1918, le titre a encore été décerné en Allemagne par l'État libre de Bavière, comme distinction honorifique. Ceci est attesté par l'attribution du titre en particulier à  Paul Wolters et August Brehm (de).

### Autriche
Après la fin du Saint-Empire romain germanique, le titre de « Geheime-Rath » s'est maintenu dans l'empire d'Autriche puis dans l'Empire austro-hongrois jusqu'à son abolition en 1918. Le titre était toujours lié au prédicat Son Excellence. Les conseillers secrets constituaient le sommet de l'État impérial, et étaient listés dans le « Hofkalender », l'annuaire officiel (de) de l'État. L'attribution de la grand-croix de l'ordre de Saint-Étienne de Hongrie, de l'ordre impérial de Léopold et de l'ordre de la Couronne de fer impliquait également le titre de conseiller secret. La loi de suppression de la noblesse et des titres (de), promulguée en 1919, a interdit ce titre, rendant celui qui le porte passible de poursuites.
Contrairement à ce qui est parfois admis, « Geheimrat » n'est pas un titre administratif autrichien. Comme désignation d'une position sociale respectivement comme Berufstitel (de) c'est-à-dire titre professionnel on utilise aujourd'hui encore le titre « Hofrat » (conseiller de la cour) même si, depuis la proclamation de la république, il n'y a plus de cour. Le titre « Wirklicher Hofrat » était porté, durant la première préiode républicaine, par les fonctionnaires du deuxième rang de la hiérarchie (ce qui, dans le domaine militaire, correspond au rang de brigadier respectivement de major-général de la Bundesheer, l'armée autrichienne, en vue de distinguer le titre de fonction « Hofrat » du titre professionnel de même nom (sans le complément « wirklicher »). Lors d'une réforme des titres de la fonction publique, ce complément a été aboli, mais il continue à exister partiellement au niveau des fonctionnaires des Land.

### Grande-Bretagne
Le Très Honorable Conseil privé de Sa Majesté (His ou Her Majesty’s Most Honourable Privy Council), plus communément appelé Conseil privé (Privy Council), est un corps des conseillers des souverains du Royaume-Uni. Le souverain, en agissant sur le conseil du Conseil, est connu en tant que Roi-en-Conseil (King-in-Council) ou Reine-en-Conseil (Queen-in-Council).

### France
Le conseil du roi est une institution née au Moyen Âge par démembrement de la curia regis carolingienne. À l'origine il s'agissait du rassemblement autour de la personne du roi de proches conseillers l'assistant dans ses charges de gouvernement du royaume.
Il évolua à l'époque moderne en plusieurs sous-groupes spécialisés, mais le principe de son unicité ne fut jamais remis en cause. L'un de ces sous-groupes, le conseil d'en haut peut être considéré comme l'ancêtre de l'actuel conseil des ministres.

## Personnes ayant porté le titre«Geheimrat»(sélection)
- Richard Aßmann (1845–1918), météorologue allemand
- Emil Adolf von Behring (1854–1917), bactériologue et sérologiste allemand
- Felix Draeseke (1835–1913), compositeur et pédagogue allemand
- Konrad Duden (1829-1911), professeur de lycée et lexicographe, créateur du dictionnaire orthographique "Duden".
- Paul Ehrlich (1854–1915), père de la chimiothérapie
- Joseph von Eichendorff (1788–1857), poète et romancier
- Johann Wolfgang von Goethe (1749–1832), poète, romancier, dramaturge, théoricien de l'art et homme d'État
- Nikolaus Hieronymus Gundling (1671–1729), jurisconsulte, philosophe et vice-recteur de l'université de Halle/Saale
- Adolf von Harnack (1851–1930), historien de l’Église et théologien protestant
- Alfred Hugenberg (1865–1951), directeur de la société Krupp, industriel de l'armement, magnat des médias, chef du Parti national du peuple allemand, ministre dans le  Cabinet Hitler
- Gottfried Wilhelm Leibniz (1646–1716), conseiller secret à la cour du duc Jean-Frédéric de Brunswick-Calenberg
- Friedrich Löffler (1852–1915), médecin et bactériologiste
- Raimondo Montecuccoli (1609–1680), généralissime autrichien, diplomate et homme d'État
- Andreï Osterman (1686–1747), diplomate et homme d'État russe
- Max Planck (1858–1947), fondateur de la physique quantique
- Ferdinand Sauerbruch (1875–1951), chirurgien allemand
- Nicolas Rémy (1530–1612), membre du conseil privé du grand-duc Charles III de Lorraine, procureur général, spécialiste en sorcellerie
- Kurt Heinrich Sethe (1869–1934), égyptologue
- Wilhelm Sievers (1860–1921), géographe allemand
- Friedrich Julius Heinrich von Soden (1754–1831), essayiste, dramaturge et directeur de théâtre
- Samuel Thomas von Sömmering (1755–1830), médecin, anatomiste, anthropologue, paléontologue et inventeur allemand
- Heinrich von Stephan (1831–1897), directeur général des postes de l'Office du Reich aux Postes, fondateur de l'Union postale universelle
- Friedrich Georg Wilhelm von Struve (1793–1864), astronome russe d'origine germano-balte
- Franz von Stuck (1863–1928), peintre allemand symboliste et expressionniste, et aussi sculpteur, graveur et architecte.
- Ferdinand Tönnies (1855–1936), sociologue et philosophe allemand
- Emer de Vattel (1714–1767), juriste suisse